# Consuelo de Saint-Exupéry
Consuelo de Saint-Exupéry, de soltera Consuelo Suncín-Sandoval Zeceña          (nació en Armenia, El Salvador un 10 de abril de 1901  y murió en Grasse, Francia; 28 de mayo de 1979), fue una escultora, pintora, escritora y artista salvadoreña-francesa, se le reconoce como una mujer talentosa, cuya vida y carácter personal ha dejado una profunda huella en la literatura universal.  Ella fue inspiración del famoso escritor y aviador Antoine de Saint-Exupéry, creador de El principito, al ser parte de su historia de vida bajo el rol de esposa.

## Biografía
Consuelo Suncín nació en una ciudad pequeña de nombre Armenia, en el Departamento de Sonsonate, en El Salvador, en el seno de una familia con posibilidades económicas altas, pues era una familia de terratenientes cafetaleros de la época. Sus padres, el coronel Félix Suncín y Ercilia Sandoval Zeceña. Consuelo tenía dos hermanas: Ana Dolores y Amanda. 
Consuelo realizó sus estudios en el Instituto Central de Señoritas General Francisco Morazán. Estudió en el extranjero, en San Francisco, en la Ciudad de México, y en Francia.Llegó a un colegio de las monjas ursulinas en la Ciudad de San Francisco con 19 años y obtuvo una beca para estudiar inglés.
A una edad muy joven conoció a su primer marido, Ricardo Cárdenas, con quien se casó nada más cumplir la mayoría de edad, obteniendo la licencia oficial el 15 de mayo de 1922 en la ciudad de San Francisco, del Estado de California.
Según registros, Consuelo afirmaba que su primer esposo, el mexicano Ricardo Cárdenas (con quien contrajo matrimonio a los 21 años) había sido un capitán del ejército fallecido durante la Revolución Mexicana. Sin embargo, esta versión difiere de los hechos documentados: Cárdenas no era militar, sino dependiente en una tienda de pinturas, y murió años después en un accidente ferroviario, no en combate. Es probable que Consuelo, ante el estigma social de la época, prefiriera presentarse como viuda antes que como divorciada. La evidencia encontrada (su acta de divorcio, registrada en Mérida en 1925) respalda esta última versión.
A los 22 años, Consuelo inició sus estudios de Derecho en México, pero pronto los abandonó para dedicarse al periodismo. Tras su divorcio, viajó a París acompañada de José Vasconcelos. Durante su estancia en Francia conoció a Enrique Gómez Carrillo, diplomático, escritor y periodista guatemalteco que entonces era cónsul general de Argentina en París, con quien posteriormente contrajo matrimonio. Según algunos testimonios, Consuelo sintió un amor profundo por él. Sin embargo, la unión duró apenas nueve meses, ya que en 1927 Gómez Carrillo falleció a causa de un derrame cerebral. Consuelo, convertida en su heredera, se trasladó entonces a Buenos Aires, Argentina.

## Matrimonio con Saint-Exupéry
En 1931, estando en Buenos Aires, su amigo Luis Saslavsky le presentó a Antoine de Saint-Exupéry, que por ese entonces estaba afincado en esa ciudad y tenía a su cargo la Compañía Aeropostal. El flechazo fue inmediato. Consuelo y Antoine estuvieron a punto de casarse en Buenos Aires, pero la ceremonia finalmente tuvo lugar en Francia, donde se trasladaron a vivir.

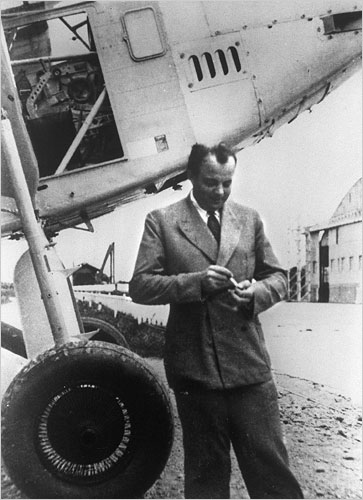
El escritor, poeta y aviador pionero francés Antoine de Saint-Exupéry en Toulouse, Francia.

El matrimonio entre Consuelo Suncín y Antoine de Saint-Exupéry duró trece años y estuvo marcado por la inestabilidad. Las continuas ausencias del escritor, derivadas de su carrera como piloto y su estilo de vida bohemio, así como su éxito como autor y sus relaciones extramaritales, contribuyeron a una relación compleja y distante. No obstante, mantuvieron contacto intermitente a lo largo del tiempo, con algunos momentos de cercanía.
Consuelo no fue bien recibida por la familia de Saint-Exupéry, quienes la percibían como una figura ajena a su entorno aristocrático. Décadas después, la publicación póstuma del manuscrito memorias de una rosa reveló la perspectiva de Consuelo sobre su matrimonio, en el que expresó abiertamente el sufrimiento que vivió, atribuyéndolo al carácter cambiante del autor y a las dificultades propias de la vida con él.
Consuelo se considera la inspiración del personaje de la rosa en El Principito. La rosa  representa a Consuelo, los tres volcanes son los volcanes de El Salvador y los baobabs son las ceibas a la entrada del pueblo de Armenia, en El Salvador. La rosa que tose es Consuelo, que sufre de asma, que es frágil y por eso está protegida bajo una campana de cristal. Esta interpretación ha llevado a considerar que, además de ser una fábula filosófica, El Principito también contiene elementos autobiográficos que reflejan la relación entre el autor y su esposa.

## Fallecimiento
Consuelo murió de un ataque de asma en Grasse, Francia el 28 de mayo de 1979 y fue enterrada en el cementerio de Père-Lachaise en París junto a los restos de su segundo marido Enrique Gómez Carrillo. Legó todos sus bienes y derechos al español José Martínez-Fructuoso, quien fuera su mayordomo y jardinero.

## Memorias de la rosa

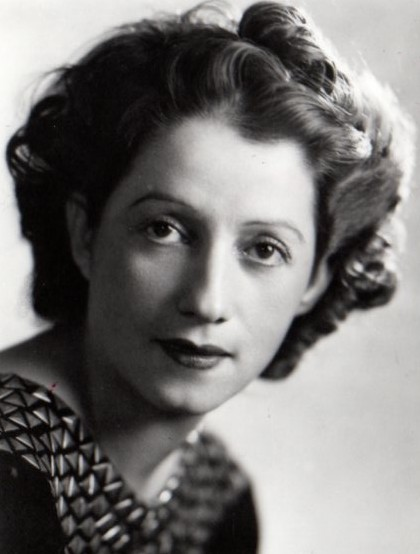
Consuelo en Montreal, en 1942.

Dos años después de la desaparición de su marido acaecida en 1944, Consuelo escribió sobre la vida compartida con él. Esa autobiografía en francés de 1946 llevó por título Mémoires de la rose (Memorias de la rosa), y no fue publicada en vida.
Su heredero universal, José Martínez-Fructuoso, dudó mucho antes de tomar la decisión de revelar la existencia del manuscrito.  
Finalmente, lo entregó al escritor francés Alain Vircondelet, junto con los baúles de viaje en barco que usaba Consuelo, junto a numerosos documentos y las cartas que le escribía cada domingo a Antoine de Saint-Exupéry y que nunca enviaba. En esos manuscritos Consuelo narró la relación entre ambos, a menudo tormentosa, aunque Antoine le escribió cartas en las que reconocía el gran significado que ella tuvo en su vida.
La obra fue publicada en el año 2000, y los materiales que recibió Alain Vircondelet fueron incorporados a varias de sus obras (Saint-Exupéry. Vérité et légendes (2000), éditions du Chêne; Antoine et Consuelo de Saint-Exupéry. Un amour de légende (2005), Les Arènes).  
Las memorias de Consuelo se convirtieron en unas de las más famosas de Francia. La relación con su marido fue retratada también por Bruno Ganz y Miranda Richardson en la película Saint-Ex. 

## Sus ilustraciones
Durante la Primera y Segunda Guerra Mundial, el escritor colombiano Germán Arciniegas relató que «cada uno habló sobre Consuelo como un volcán pequeño de El Salvador que vertió sus llamas en las azoteas de París» y que «[ella] estaba siempre presente en cada una de las historias de su segundo marido Enrique Gómez Carrillo y su tercer marido, Antoine de Saint-Exupéry».

"Recuerdo los ojos de mi esposa otra vez. Nunca veré cualquier cosa más aparte de esos ojos. Ellos preguntan."
Antoine de Saint Exupéry, Terre des Hommes, 1939

## Personaje literario
La esposa de Saint Exupéry aparece en un relato corto llamado Los Tres Deseos del libro Tierra de Infancia de Claudia Lars, amiga de la infancia de Consuelo Suncín. Cuando se conocieron en Sonsonate, tres niñas expresan sus deseos para cuando sean mayores y Consuelo Suncín dice que será una reina de un país lejano.